# Ponte Saeyeongyo
A Ponte Saeyeongyo (em coreano:  새연교) é uma ponte pedonal estaiada que liga o porto de Seogwipo à ilha Saeseom, na província de Jeju, Coreia do Sul. Foi inaugurada em 30 de setembro de 2009.
A passarela é a primeira ponte estaiada de mastro único já criada na Coreia. A ponte tem uma grande torre inspirada pelo vento e uma vela com luzes de LED.